# مجرم (فیلم ۲۰۱۶)
مجرم (به انگلیسی: Criminal) فیلمی آمریکایی در سبک علمی–تخیلی مهیج و اکشن به کارگردانی آریل ورومن و نویسندگی داگلاس کوک و دیوید ویزبرگ است که در سال ۲۰۱۶ منتشر شد.

## داستان
بیل پاپ یک جاسوس کار بلد است که برای سازمان سیا کار می‌کند. او در حال انجام یک مأموریت مهم و دیدار با یک هکر می‌میرد. پس از آن، سیا تصمیم می‌گیرد که با تزریق اطلاعاتی مغز بیل به یک زندانی خشن و خطرناک، جلوی یک توطئه بین‌المللی را بگیرد…